# إيمان جودة
إيمان محمد جودة هي سياسية أمريكية تعمل كعضو ديمقراطي في مجلس شيوخ كولورادو من المنطقة التاسعة والعشرين. انتخبت لعضوية مجلس النواب في كولورادو في عام 2020، وهي أول مسلمة تُنتخب للهيئة التشريعية وتولت منصبها في 13 يناير 2021. أصبحت عضوًا في مجلس الشيوخ بولاية كولورادو في 9 يناير 2025.

## الحياة المبكرة والتعليم
ولدت إيمان في دنفر، وهي ابنة لوالدين فلسطينيين هاجرا إلى الولايات المتحدة في عام 1974. نشأت في مدينة أورورا المجاورة، وتخرجت من مدرسة أوفرلاند الثانوية. حصلت على درجة البكالوريوس في العلوم السياسية والتاريخ في عام 2004 ودرجة الماجستير في السياسة العامة من جامعة كولورادو دنفر في عام 2006.

## حياة مهنية
عمل جودي كحلقة وصل مجتمعية مع التحالف بين الأديان في كولورادو. في عام 2008، أسست منظمة تعرف على الشرق الأوسط، وهي منظمة غير ربحية مهمتها بناء جسور التفاهم بين الأميركيين وما تقول إنه "المنطقة الأكثر سوء فهم في العالم".

## مجلس النواب في كولورادو
وهي عضو في الحزب الديمقراطي، وانتُخبت لتمثيل المنطقة 41 في مجلس نواب كولورادو في الانتخابات العامة لعام 2020، وهي أول مشرعة مسلمة في تاريخ الولاية. تتضمن المنطقة جزءًا من أورورا في مقاطعة أراباهو. وفي الانتخابات، هزمت منافسها الجمهوري، وحصلت على 65.86% من الأصوات. خلال الدورة التشريعية لعام 2021، شاركت إيمان في رعاية مشروع قانون الرعاية الصحية والذي تم إقراره لاحقًا بهدف إنشاء تأمين صحي موحد بأسعار معقولة. رعت إيمان مشروع قانون ناجح أدى إلى إنشاء مكتب كولورادو للأمريكيين الجدد داخل وزارة العمل والتوظيف في كولورادو. الغرض المعلن للمكتب هو مساعدة المهاجرين والمقيمين الجدد على الاندماج في مجتمعاتهم الجديدة والعمل كمورد لقادة الدولة وأعضاء المجتمع.
في انتخابات مجلس النواب في كولورادو لعام 2022، أعيد انتخاب جودي لتمثيل المنطقة 41. في 12 نوفمبر 2022، اختيرت إيمان كرئيس مشارك للأغلبية في مجلس النواب بالولاية.
تشمل السياسات السياسية لإيمان العمل على توفير الرعاية الصحية (بما في ذلك الصحة العقلية)، والوظائف، وحماية الحقوق المدنية، والإسكان بأسعار معقولة، والتعليم.
خدمت إيمان في مجلس النواب في كولورادو حتى 9 يناير 2025، حيث تم تعيينها لشغل المنصب الشاغر في مجلس شيوخ كولورادو بعد استقالة السيناتور جانيت باكنر.

## مجلس شيوخ كولورادو
في 21 نوفمبر 2024، أعلنت عضو مجلس الشيوخ جانيت باكنر أنها ستستقيل من مجلس شيوخ ولاية كولورادو اعتبارًا من 9 يناير 2025، بعد يوم واحد من بدء الجمعية العامة الخامسة والسبعين. في 6 يناير 2025، اختارت لجنة الشواغر إيمان لشغل المقعد الشاغر اعتبارًا من 9 يناير 2025.

## وصلات خارجية
- صفحة إيمان في موقع حملة جو بايدن
- موقع الحملة
- صفحة بالوتبيديا